# Dobroești
Dobroești est une commune roumaine située dans le județ d'Ilfov.